# Kakinomoto no Hitomaro

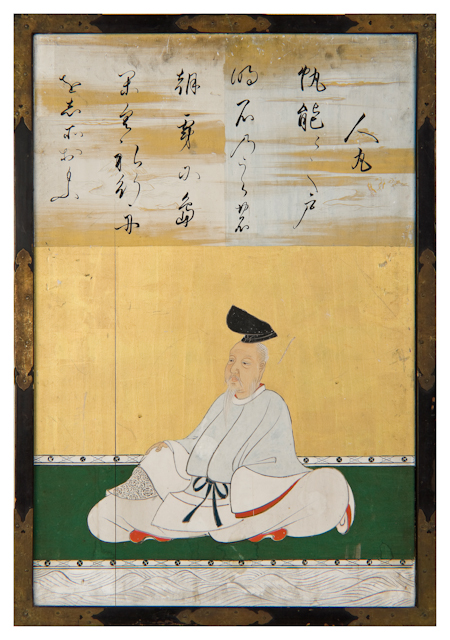
Hitomaru, Gemälde von Kanō Tan’yū, 1648

Kakinomoto no Hitomaro (jap. 柿本 人麻呂/柿本 人麿, gen. Hitomaro; * ca. 660; † ca. 720) war ein japanischer Dichter. Er ist einer der 36 Unsterblichen der Dichtkunst. Nach der Heian-Zeit wurde er auch Hitomaru (人丸) genannt.
Bekannt wurde er als Meister des Langgedichts (Chōka). Seine Werke handelten vornehmlich von Naturerlebnissen und menschlichen Beziehungen. Darüber hinaus sind einige Werke bekannt, die nationalstaatliche Themen seiner Schaffenszeit aufgreifen.
Seine Werke – 19 Langgedichte und ungefähr 75 Kurzgedichte (Tanka) – sind im Man’yōshū veröffentlicht.
Er war als Dichter an den Höfen der Kaiser Temmu, Jitō und Mommu angestellt.